# Revival (альбом Гиллиан Уэлч)
Revival — дебютный студийный альбом американской кантри-исполнительницы Гиллиан Уэлч, изданный 9 апреля 1996 года на лейбле Almo Sounds. Продюсировал альбом Ти-Боун Бернетт. Revival был номинирован на премию «Грэмми» (1997) в категории Grammy Award for Best Contemporary Folk Album.

## История
Растение, описанное в песне «Acony Bell», по-видимому, Shortia galacifolia (Диапенсиевые, Верескоцветные), также известная как колокольчик Окони. Позже Уэлч основала свой собственный звукозаписывающий лейбл под названием Acony Records. В честь 20-летия альбома Уэлч переиздала Revival под названием Boots No 1: The Official Revival Bootleg, в который вошли демо-записи, ауттейки и альтернативные версии треков в дополнение к восьми новым песням.

## Отзывы
| Оценки критиков               | Оценки критиков |
| Источник                      | Оценка          |
| ----------------------------- | --------------- |
| AllMusic                      | [ 2 ]           |
| Chicago Sun-Times             | [ 3 ]           |
| Entertainment Weekly          | A               |
| Los Angeles Times             | [ 5 ]           |
| Rolling Stone                 | [ 6 ]           |
| The Rolling Stone Album Guide | [ 7 ]           |
| Uncut                         | [ 8 ]           |
| The Village Voice             | B−              |

Revival получил положительные отзывы от музыкальных критиков. Марк Деминг из AllMusic назвал альбом «превосходным дебютом» и написал: «Долги Уэлч перед артистами прошлого очевидны и чётко осознаются, но в её песнях есть зрелость, интеллект и внимательное отношение к деталям, чего не ожидаешь от того, кто просто пытается подражать Carter Family». Билл Фрискикс-Уоррен из No Depression оценил альбом как «захватывающе строгое отображение сельской культуры». Энн Пауэрс из Rolling Stone дала Revival не слишком тёплый отзыв и раскритиковала Уэлч за то, что она не поёт о своих собственных переживаниях и «производит эмоции». Роберт Кристгау написал, что Уэлч «просто не хватает голоса, глаз или умения обращаться со словами, чтобы снять её симуляцию».

## Список композиций
1. «Orphan Girl» — 3:57
2. «Annabelle» — 4:03
3. «Pass You By» — 3:57
4. «Barroom Girls» — 4:14
5. «One More Dollar» — 4:34
6. «By the Mark» — 3:40
7. «Paper Wings» — 3:57
8. «Tear My Stillhouse Down» — 4:32
9. «Acony Bell» — 3:06
10. «Only One and Only» — 5:33